# Zandile Msutwana
Zandile Msutwana es una actriz sudafricana conocida por su papel principal como Akua Yenana en la serie dramática emitida entre 2007 y 2010 por SABC 1, Society.
Msutwana nació el 6 de julio de 1979 en King William's Town. Se inscribió en la UCT, donde obtuvo un Diploma de Intérprete en Discurso y Drama.

## Carrera
Comenzó su carrera como actriz mientras estaba en la universidad, habiendo aparecido en producciones como; King Lear, The Suit, Brink, Trojan Women.
Su carrera profesional comenzó en 2007, interpretando un personaje principal en la serie dramática Society de SABC 1. En la serie dio vida a Akua Yenana, una corredora de bolsa, hasta 2010.
En 2009, protagonizó un papel principal como la novia, Ayanda, en la película White Wedding junto a Kenneth Nkosi, el novio, y Rapulana Seiphemo, el padrino de boda.
Desde 2013 hasta 2015 interpretó un papel principal en Zabalaza de Mzansi Magic junto a Baby Cele.
En 2016, en la serie dramática Isikizi de Mzansi Magic; interpretó a Nomazwe, una madre que da a luz al hijo de un príncipe que es declarado por el Sangoma (curandero tradicional) del rey como un recién nacido maldito que crecerá para matar a su padre y casarse con su madre.
Protagonizó el papel de la princesa Nomakhwezi en la primera temporada de Igazi, una producción de Shona y Connie Ferguson, junto a Vatiswa Ndara, Jet Novuka y Nomhle Nkonyeni.
También protagonizó la serie de televisión The Queen, junto a Shona Ferguson y Connie Ferguson.
Ha participado en otros proyectos televisivos como Home Affairs, Mtunzini.com, Isidingo, Rhythm City y Soul City y en cine ha sido parte del elenco de The Algiers Murders y A Small Town Called Descent.

## Premios y nominaciones
Fue nominada al premio SAFTA Golden Horn en la categoría Mejor Actriz de Reparto en 2010 por su papel en la película White Wedding de 2009.